# Mickey Skinner
Michael Gordon Skinner (Newcastle upon Tyne, 26 novembre 1958), anche noto come Mike o Mickey, è un ex rugbista a 15 internazionale per l'Inghilterra, già terza linea ala di Blackheath e Harlequins e rappresentante il suo Paese alla Coppa del Mondo 1991.

## Biografia
Nativo di Newcastle upon Tyne e cresciuto nel sobborgo di Blaydon, nella cui squadra di rugby si formò, Skinner si trasferì nel 1979 a Londra nel quartiere di Blackheath entrando nel club rugbistico locale.
Di professione informatico, collaboratore di Scotland Yard, Skinner passò nel 1984 agli Harlequins in cui militò fino al 1992; nel 1988 esordì in Nazionale inglese a Parigi contro la Francia nel corso del Cinque Nazioni di quell'anno; disputò tre Tornei dal 1990 al 1992 vincendo l'ultimo con il Grande Slam.
Selezionato anche alla Coppa del Mondo di rugby 1991, Skinner divenne famoso nell'incontro dei quarti di finale contro la Francia quando, nell'ultima frazione di gara e sulla situazione di parità 10-10, ai francesi fu assegnata una mischia chiusa a 5 metri dalla linea di meta inglese e Skinner, per evitare un'avanzata che avrebbe portato gli avversari a meta, partì dalla terza ala del raggruppamento per andare a placcare Marc Cécillon e ricacciarlo indietro di quasi cinque metri, facendo perdere ai francesi l'inerzia del gioco.
La partita terminò infine 19-10 per gli inglesi, che raggiunsero la finale poi persa contro l'Australia.
Terminato il suo periodo agli Harlequins, Skinner tornò al Blackheath per poi ritirarsi nel 1994; continua a lavorare come consulente informatico presso una ditta di servizi appaltatrice della polizia di Londra.